# Bamses Värld
Bamses värld är en svensk temapark i Kolmårdens djurpark, invigd 1998, nyinvigd 2015. Här har flera av serien Bamses miljöer rekonstruerats - förutom Bamses hus kan man bland annat äta pannkakor i Farmors kök, titta in i Lille Skutts stubbe, köra Skalmans bilar, åka Skalmans Ballonger samt Dunderhonungsburkarna, Viktoriaskeppet, berg- och dalbanan Godiståget, Bamses flygande mattor, Minihopp & Skalmans flygskola. I sedvanlig temaparksanda är det också möjligt att personligen träffa Bamse och hans vänner, och på somrarna visas uppträdanden på Bamseteatern.  
Säsongen 2015 öppnade en helt nybyggd Bamses värld som ersatte den tidigare. Parken är 20 000 kvadratmeter stor och har kostat 75 miljoner kronor att färdigställa.

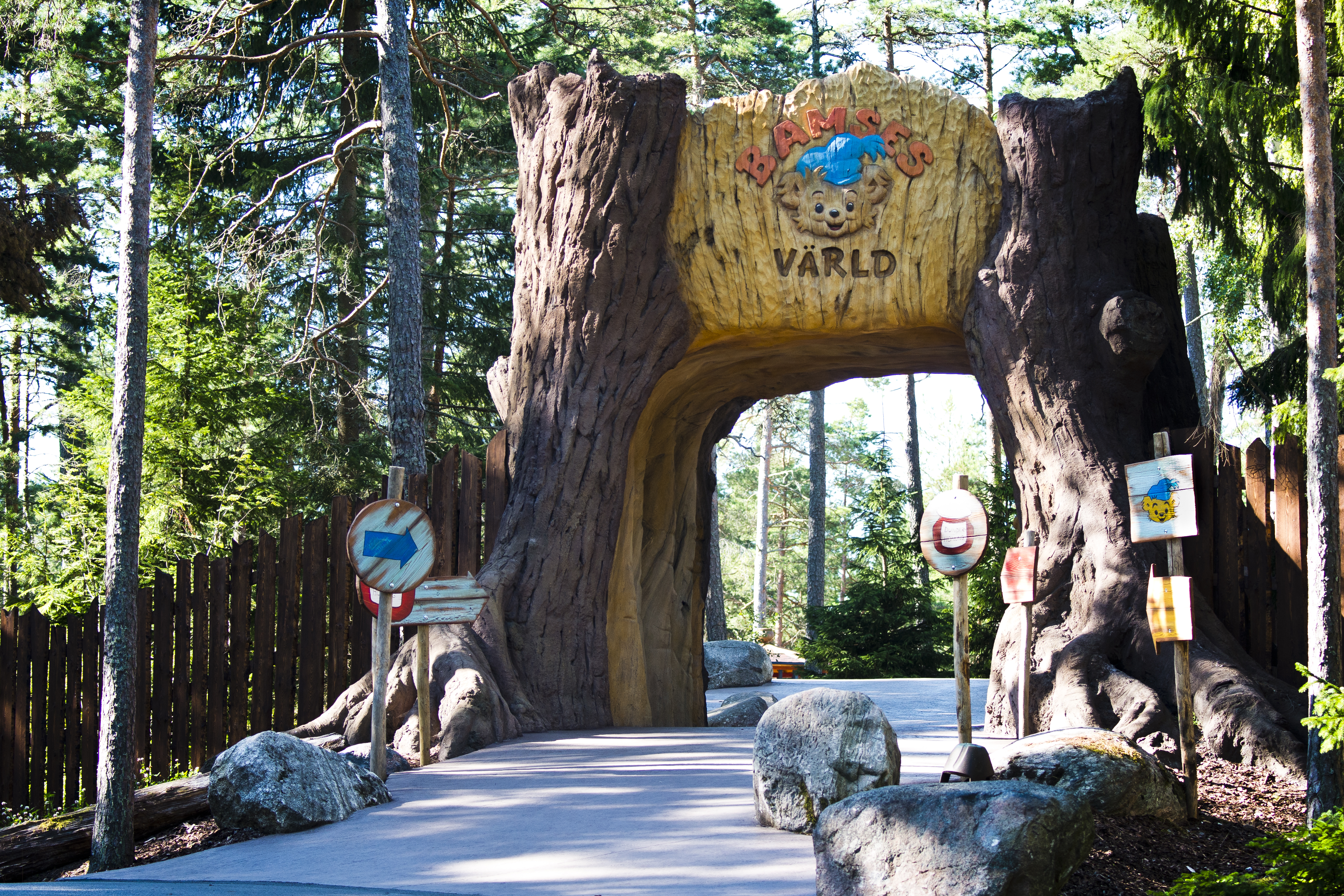
Bamses värld ingången
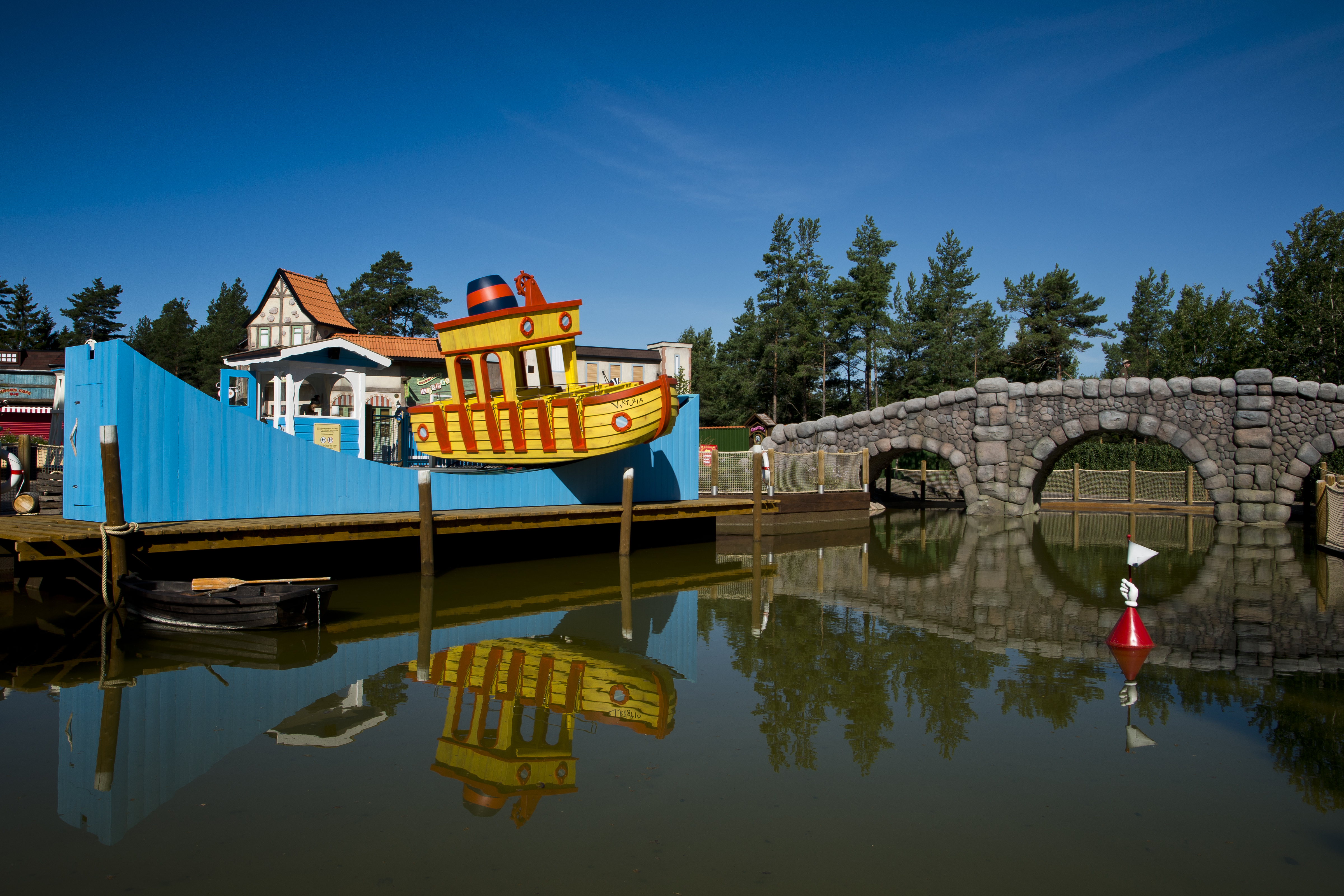
Vy över vattnet mot Viktoria och bron
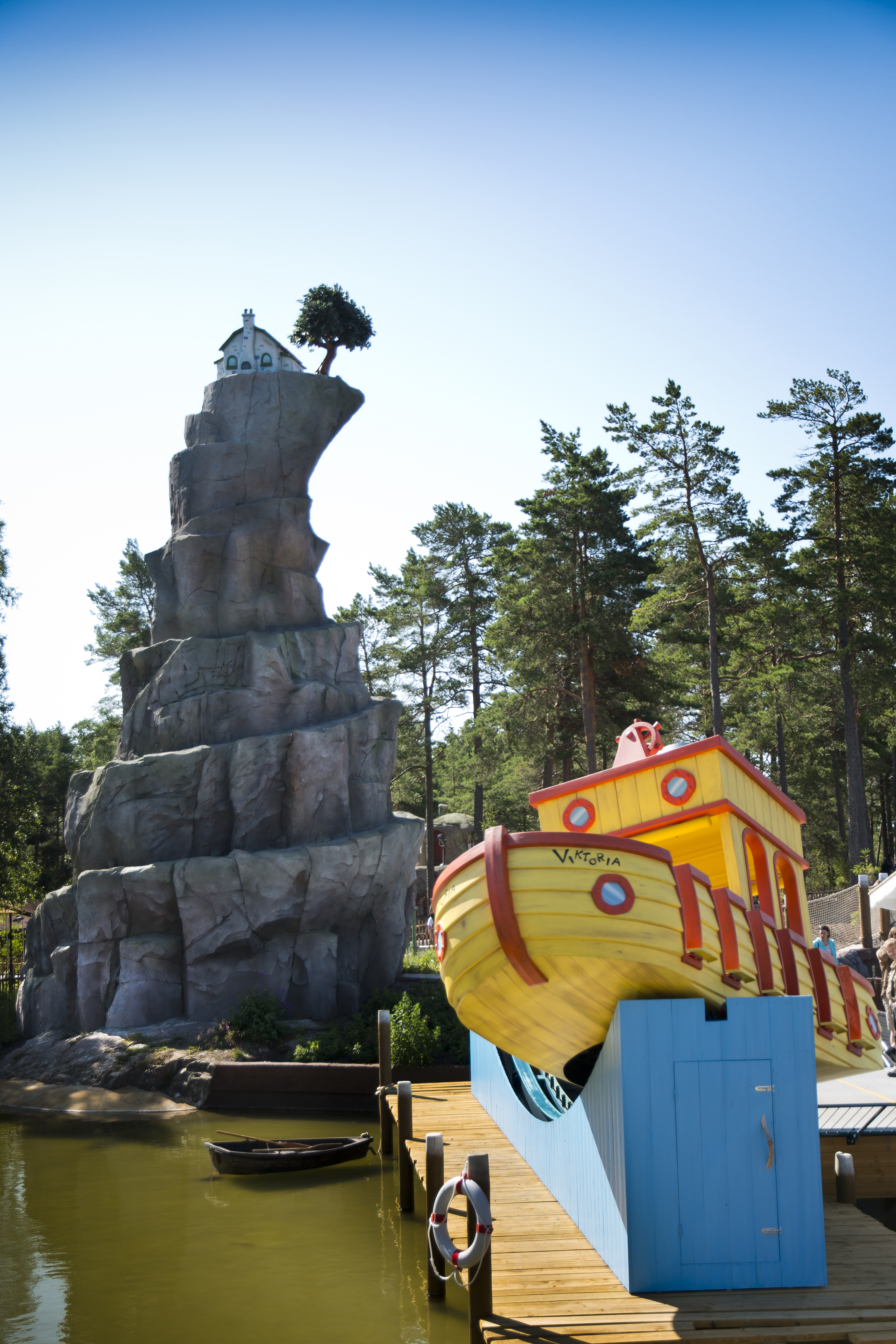
Vy från Bron mot Viktoria och Farmors hus
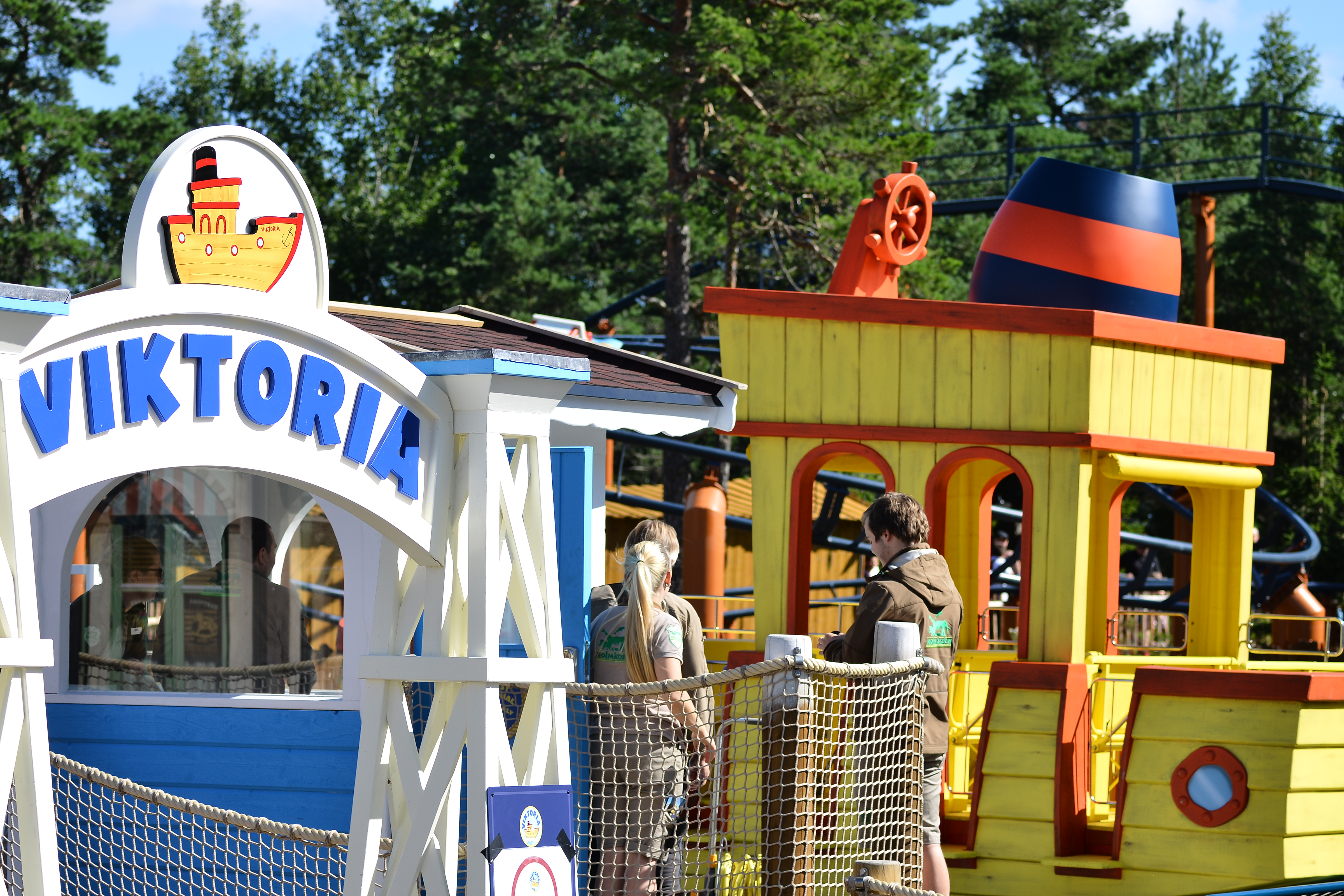
Skeppet Viktoria
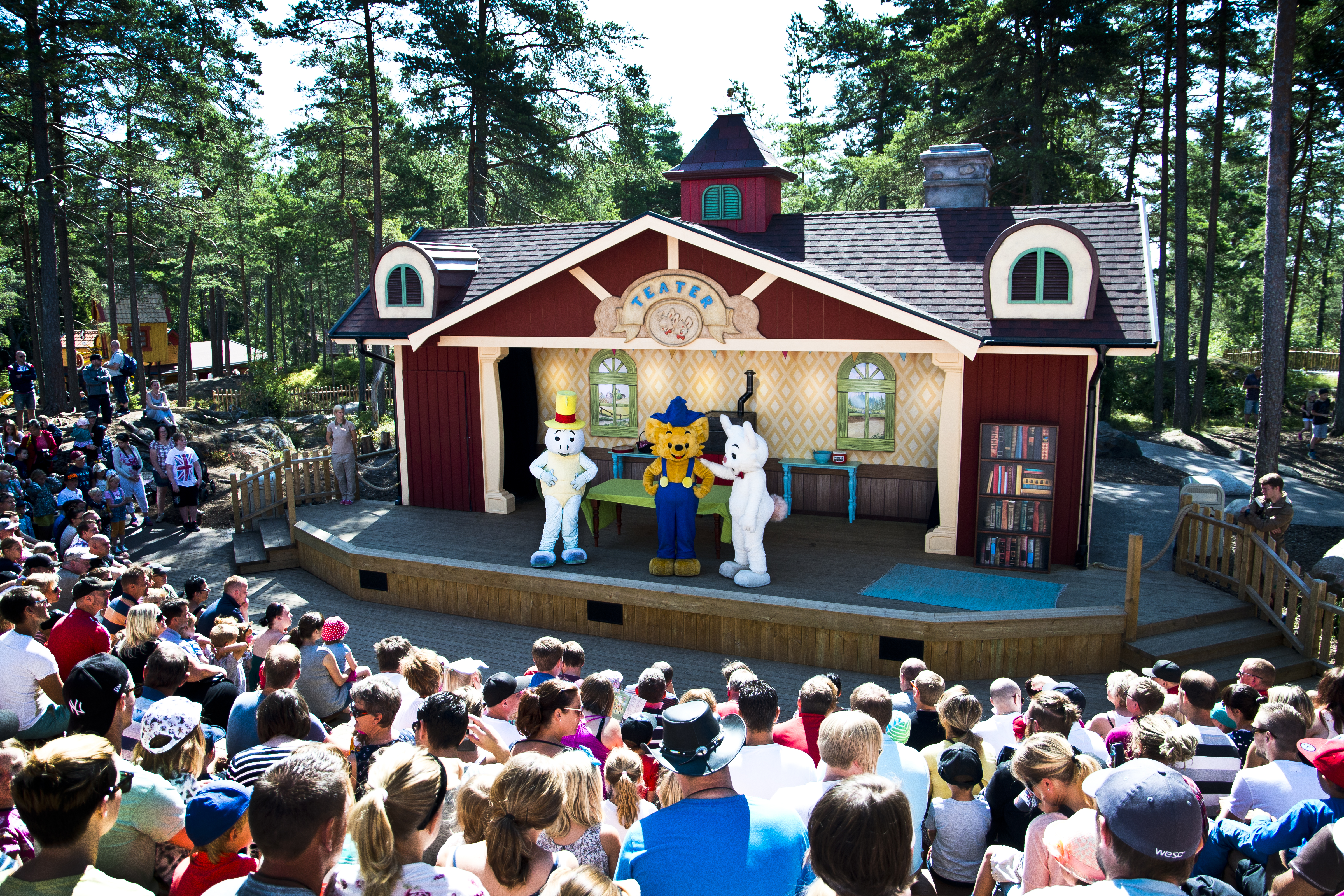
Teatern
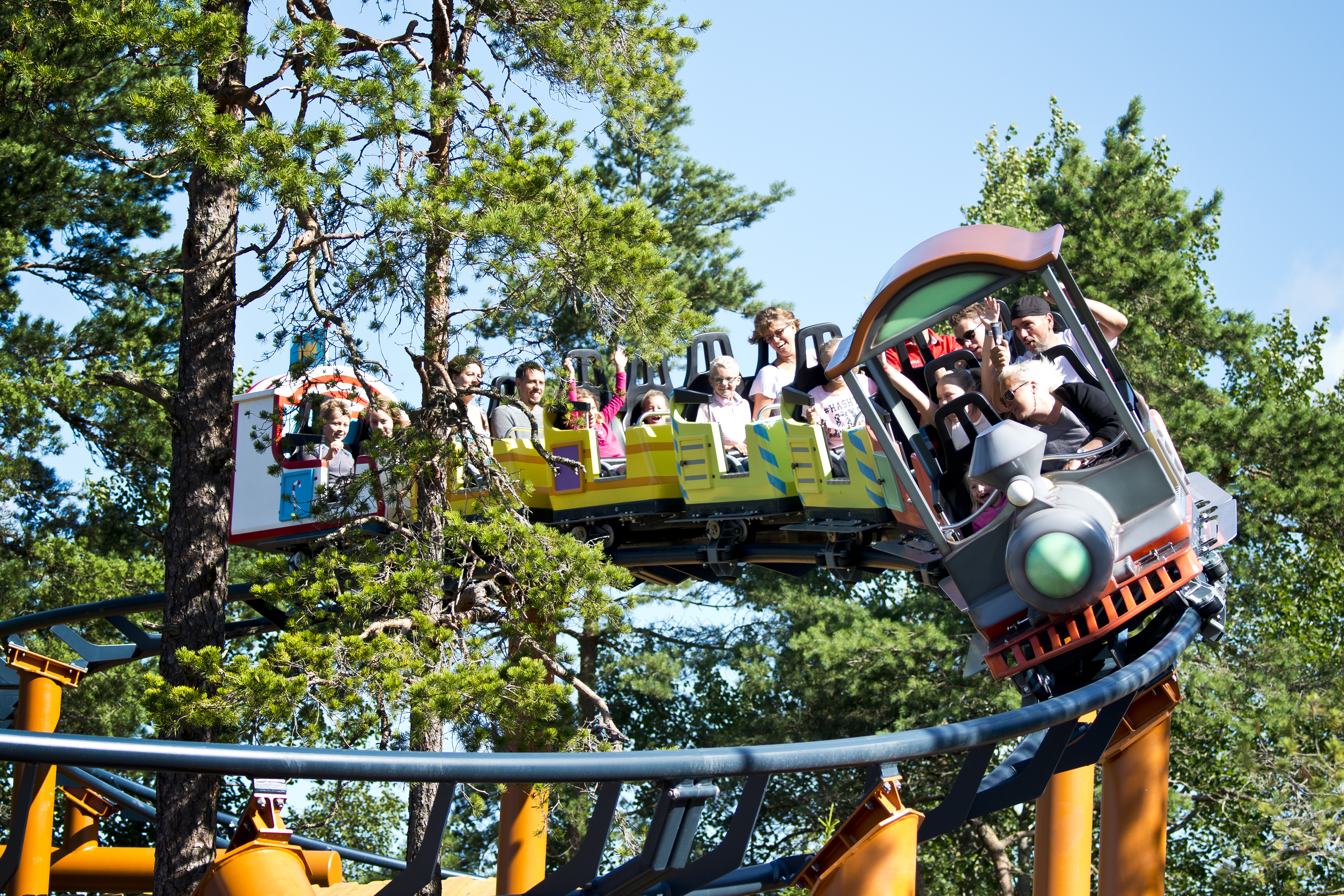
Godiståget
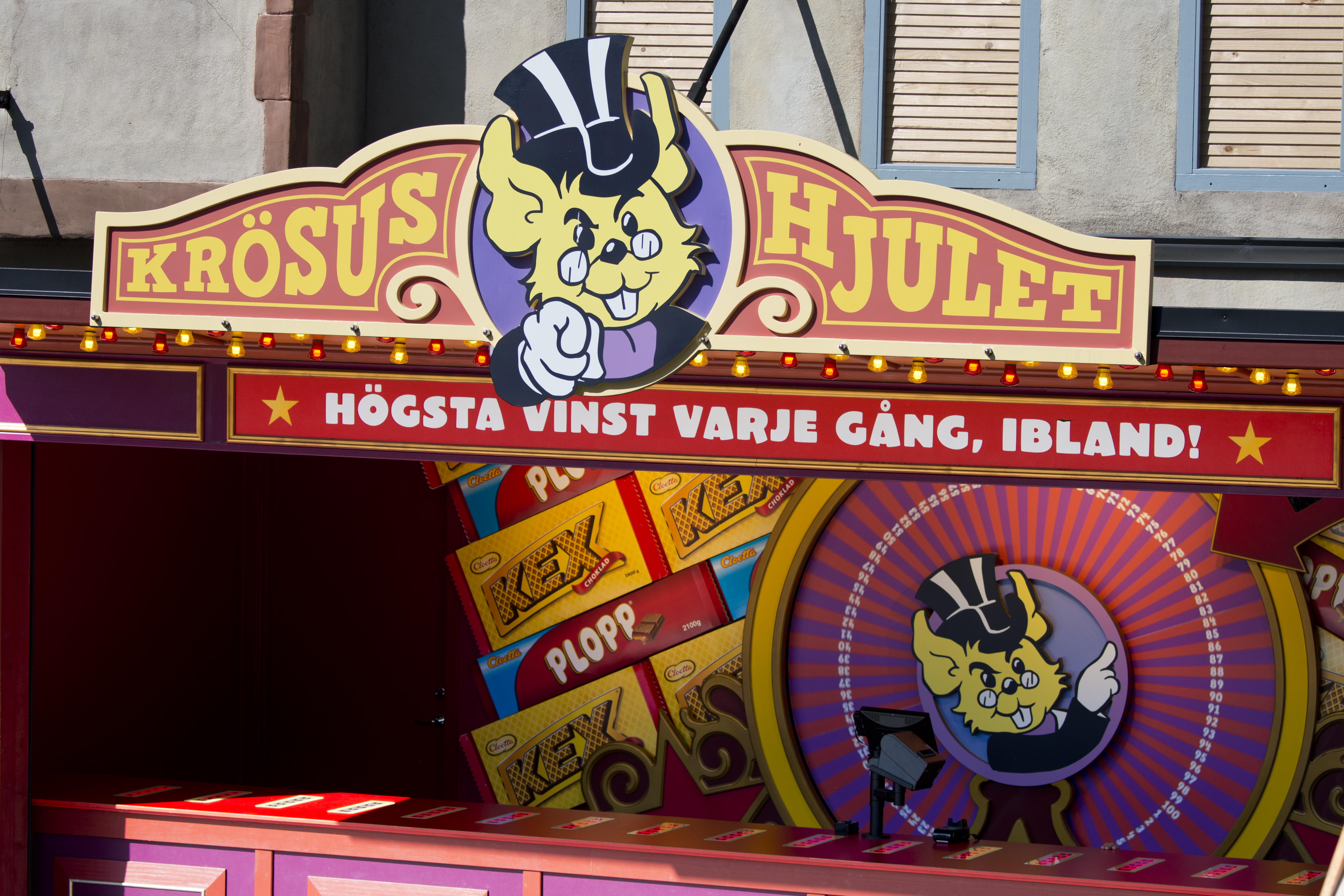
Krösus-hjulet
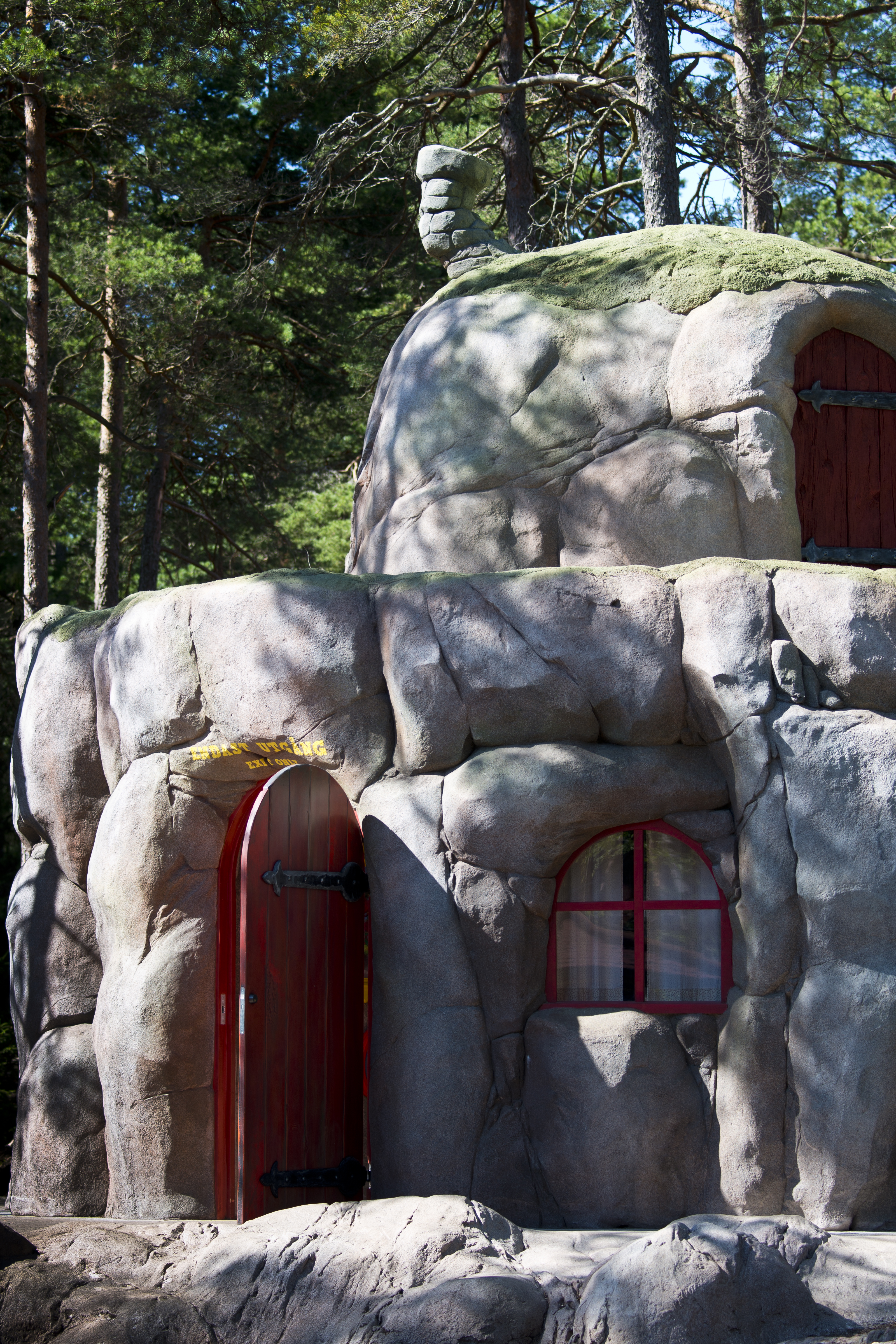
Bamses hus
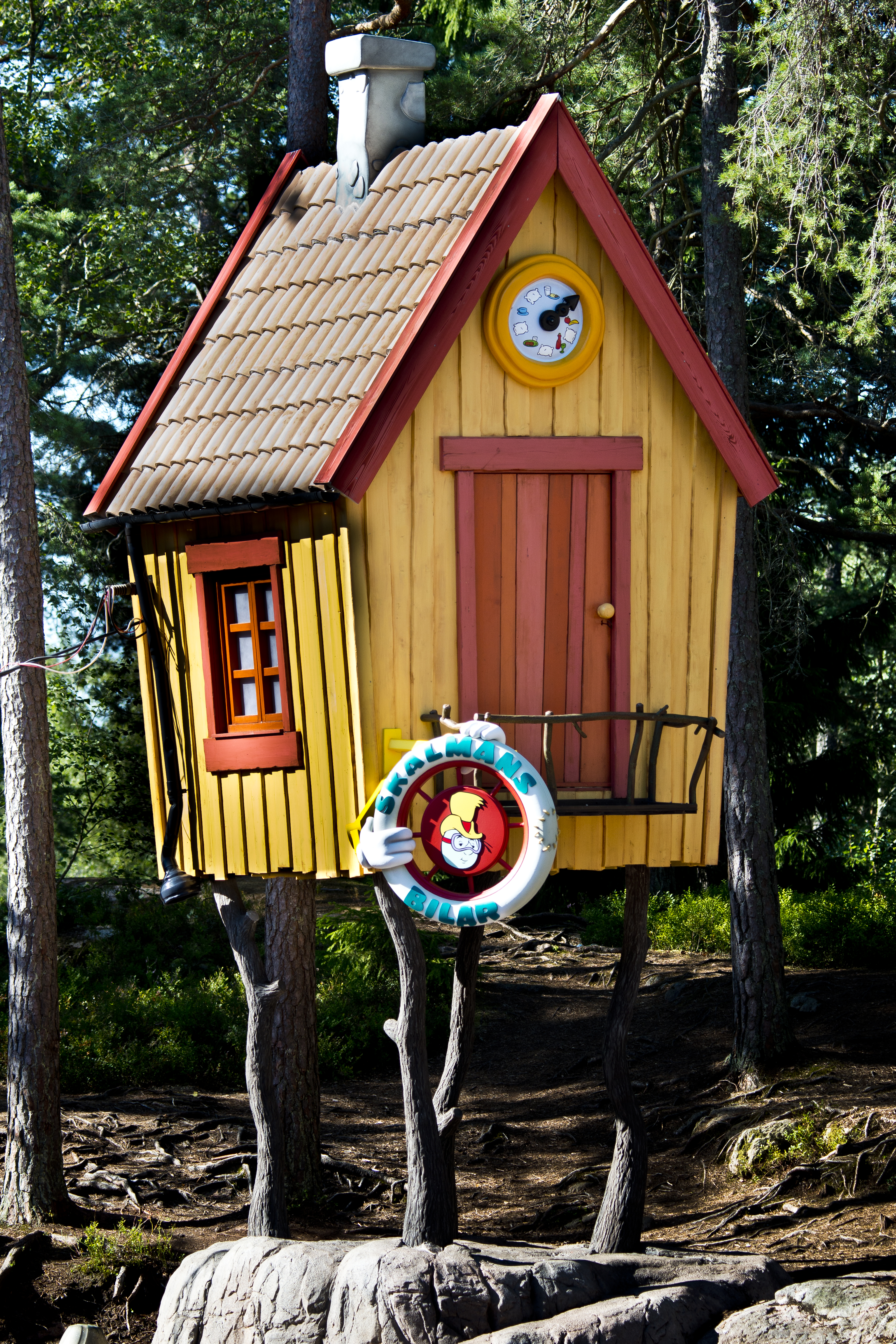
Skalmans hus
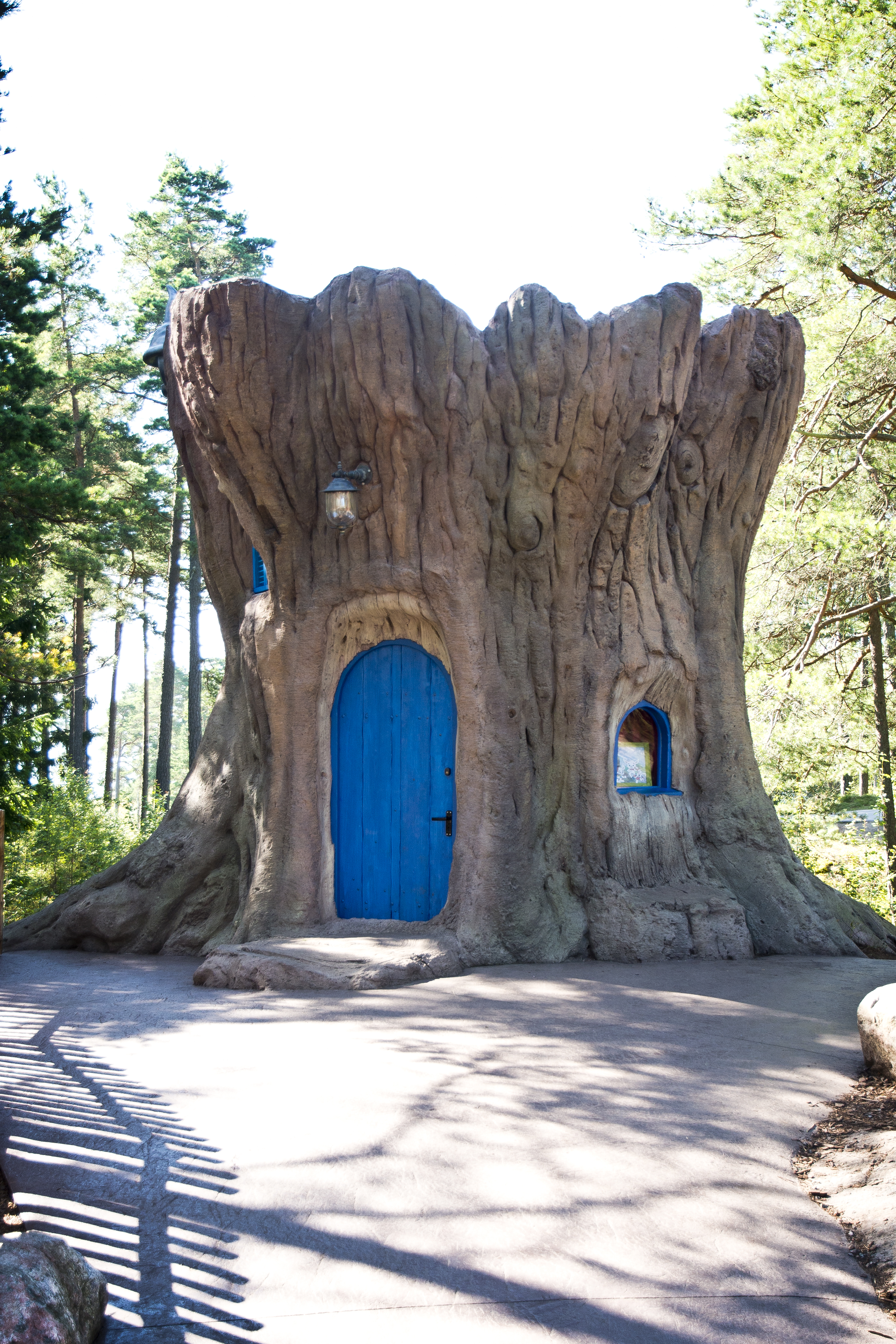
Lille Skutts hus